# Marillion.co.uk
Marillion.co.uk - składanka zespołu Marillion, dołączana bonusowo do albumu marillion.com. Kolejne wydania tej składanki są uzupełniane o nowe utwory. Najnowsze wydanie można za opłatą ściągnąć ze strony zespołu Marillion w postaci plików MP3.

## 1 wydanie (2000)
Aby otrzymać to wydanie, należało odesłać kod promocyjny znajdujący się na każdym albumie marillion.com do Racket Records.
1. Answering Machine (Live Acoustic)
2. Afraid of Sunrise (Live Acoustic)
3. The Great Escape (Demo)
4. The Space (Live)
5. Afraid of Sunlight (Live)
6. Berlin (Live)

Enhanced CD Video:
1. The Bell in the Sea (Live Acoustic)

## 2 wydanie (2002)
1. Afraid of Sunrise (Live Acoustic)
2. The Space (Live)
3. Afraid of Sunlight (Live)
4. Berlin (Live)
5. The Bell in the Sea (Live Acoustic)
6. Splintering Heart (Live FRC)
7. Easter (Live FRC)
8. Uninvited Guest (Live Acoustic FRC)
9. Dry Land (Live FRC)
10. The Great Escape (Demo)
11. Accidental Man (Demo)
12. Cathedral Wall (Demo)

## 3 wydanie (2005)
1. The Damage (Live)
2. Between You and Me (Live)
3. Beyond You (Live Acoustic)
4. Runaway (Live)
5. Estonia (Live)
6. The Great Escape (Demo)
7. Accidental Man (Demo)
8. Map of the World (Demo)
9. Under the Sun (Live FRC)
10. Afraid of Sunlight (Live FRC)
11. The Space (Live FRC)
12. Neverland (Live FRC)
13. Market Square Heroes (Live FRC)